# Katherine Willis
Katherine Willis (Nuku'alofa, 2 mei 1971) is een in Tonga geboren Amerikaanse actrice.

## Biografie
Willis werd geboren in Nuku'alofa, de hoofdstad van Tonga, waar haar vader als leraar werkte op een privéhigh school, in een gezin van zeven kinderen. Op driejarige leeftijd verhuisde zij met haar familie naar Amerika waar haar vader ging werken als psychiater in een gevangenis. Op zestienjarige leeftijd gingen haar ouders scheiden, zij groeide op in het zuidwesten van de staat Missouri. Willis studeerde af in theaterwetenschap en film aan de Brigham Young-universiteit in Provo (Utah). Na haar studie verhuisde zij naar Austin (Texas) voor haar acteercarrière.
Willis begon in 1992 met acteren in de televisieserie Miracles & Other Wonders, waarna zij nog meerdere rollen speelde in televisieseries en films.
Willis was van 1995 tot en met 2005 getrouwd waaruit zij twee kinderen kreeg, in 2009 is zij opnieuw getrouwd waaruit zij nog een kind kreeg.

## Filmografie

### Films
- 2023 Killers of the Flower Moon - als Myrtle Hale
- 2019 Round of Your Life - als Jenny
- 2019 Red 11 - als Willis
- 2016 Mercury Plains - als moeder van Mitch
- 2015 Divine Access - als moeder van Amber
- 2015 The Doo Dah Man - als Becky
- 2014 Deliverance Creek - als Cordelia Crawford
- 2013 This Is Where We Live - als Leigh Ann
- 2012 The Sinner - als agente Valentine
- 2012 Deep in the Heart - als Betty
- 2011 The Curse of Babylon - als FBI commissaris Ross
- 2007 Kabluey - als Veronica
- 2006 The Return - als moeder
- 2006 Jumping Off Bridges - als mrs. Adams
- 2005 The Ringer - als domme vrouw
- 2005 Three Wise Guys - als Ruth Roberts
- 2005 Sin City - als verpleegster
- 2004 The Sum of Jobe - als dr. Wills
- 2004 Friday Night Lights - als vrouw van Booster
- 2003 The Life of David Gale - als Bullhorn tegenstander
- 2001 The Right Girl - als Lauren
- 1998 The Faculty - als officier
- 1995 Pure Race - als Kim Grey
- 1993 Moment of Truth: Stalking Back - als Jill Boyer
- 1992 Little Heroes - als Rachel Wilson

### Televisieseries
Uitgezonderd eenmalige gastrollen.
- 2021 Tell Me Your Secrets - als Diana Lord - 6 afl.
- 2017 The Long Road Home - als Cathy Smith - 3 afl.
- 2017 Queen of the South - als SAC agente Caryn Trusdale - 3 afl.
- 2015 The Leftovers - als moeder van Violet - 2 afl.
- 2014 Resurrection - als Kimberly - 2 afl.
- 2012-2013 The Lying Game - als Nancy Rogers - 4 afl.
- 2006-2007 Friday Night Lights - als Joanne Street - 13 afl.
- 1992 Miracles & Other Wonders - als Cassie Anders - ?? afl.